# Antoni Gutiérrez-Rubí
Antoni Gutiérrez-Rubí (Barcelona, España, 18 de agosto de 1960) es un asesor de comunicación y consultor político. Dirige Ideograma, una consultora de comunicación pública e institucional que fundó en 1985 con sede central en Barcelona, dentro de la antigua Fábrica Lehmann.
En su larga trayectoria profesional, ha asesorado a CEO de grandes empresas internacionales, líderes políticos y formaciones políticas, así como a mandatarios de diversos países en distintas responsabilidades de Gobierno. Durante su trayectoria ha sido el responsable de imagen de varios candidatos políticos.
Impulsor y codirector de la Cátedra Ideograma-UPF de Comunicación Política y Democracia, creada en 2018 y a través de la cual universidad y empresa se dan la mano en la transferencia de conocimiento. La Cátedra Ideograma-UPF promueve investigaciones propias, formación y actividades públicas. Como autor, destacan las referencias a sus obras en el ámbito académico.
Codirector del Máster Universitario en Comunicación Política y Social que imparte la Facultad de Comunicación y Relaciones Internacionales Blanquerna-Universitat Ramon Llull, en Barcelona. Director del Diplomado de Comunicación Política y Campañas Electorales de la Universidad Nacional de Tres de Febrero, en Argentina.

## Trayectoria profesional
Gutiérrez-Rubí desarrolla su labor profesional en España y América. Esto es en (Argentina, Chile, Colombia, Ecuador, México, Panamá, República Dominicana…), y colabora habitualmente para distintos medios de comunicación como La Vanguardia (donde tiene una columna de opinión semanal), El País, donde escribió además en su blog Micropolítica, El Periódico de Catalunya o Cinco Días. Además, imparte clases en cursos y másteres sobre comunicación en diversas universidades nacionales e internacionales, como la Universidad de Navarra (MCPC), la Universidad Pompeu Fabra de Barcelona, la Universidad Blanquerna-Ramon Llull (donde codirige el Máster universitario en Comunicación Política y Social) o The George Washington University, entre otras.
Ha asesorado a distintos candidatos y candidatas en España y América. En Argentina dirigió la campaña de Unidad Ciudadana en 2017 y fue, como consultor, uno de los artífices del Frente de Todos en 2019, coalición que llevó a la presidencia a Alberto Fernández. 
En el 2021, en el marco de las elecciones legislativas de medio término en Argentina asumió la dirección estratégica de la campaña del Frente de Todos, tras la derrota del oficialismo en las Primarias Abiertos Simultáneas y Obligatorias (PASO) el 12 de septiembre.
En 2023 se convirtió en el estratega principal de la coalición Unión por la Patria (sucesora del Frente de Todos) y de la campaña presidencial de Sergio Massa. A finales de 2024, se dio a conocer que comenzó a asesorar al jefe de Gobierno de la Ciudad de Buenos Aires, Jorge Macri , a quien le dio un método y un plan de corto, mediano y largo plazo. Esto provocó ataques por parte del presidente Javier Milei y otras figuras de La Libertad Avanza, quienes arremetieron contra él a través de redes sociales.
Fue el asesor principal de Gustavo Petro en la campaña que le convirtió en presidente de Colombia con la mayor cantidad de votos de la historia. En el camino a la segunda vuelta diseñó una estrategia de micropolítica que algunos medios bautizaron como «la metamorfosis de Gustavo Petro»
.
Fue asesor de Claudia Sheinbaum, primera presidenta mujer y más votada en la historia de México. Se incorporó a su equipo en 2022, cuando todavía era Jefa de Gobierno de la Ciudad de México  y la acompañó durante toda la campaña.
En Bolivia, los medios informan de su papel como asesor de estrategia del candidato Andrónico Rodríguez en las presidenciales de 2025. 
También asesoró a Joaquín Lavín en su regreso a la política chilena en 2016. Contribuyó a la victoria de José Isabel Blandón en las elecciones a la alcaldía de Ciudad de Panamá (2014), entre otras campañas.
En 2011, con la elección de Alfredo Pérez Rubalcaba como sucesor de José Luis Rodríguez Zapatero como candidato del PSOE, Gutiérrez-Rubí llevó a cabo un análisis del discurso que abría una nueva etapa del partido de cara a las elecciones generales. Después, en mayo de 2013, funda la organización sin fines de lucro +Democracia, en noviembre de 2013 fue el responsable de la campaña de imagen de Rubalcaba y también asesoró al candidato del Partido Popular de Andalucía Juan Manuel Moreno Bonilla en 2018 y, junto a su equipo, en 2022. Es consultado habitualmente como experto en lo relacionado con la comunicación de políticos en redes sociales.
Además de la comunicación, la nueva política y las nuevas tendencias en el ámbito social y empresarial, Gutiérrez-Rubí ha escrito libros de referencia sobre la transformación de los modelos de comunicación, liderazgo y relación en la Sociedad Red. En lo que refiere a la tecnopolítica, es impulsor de apps4citizens, una iniciativa que busca identificar, promover y desarrollar aplicaciones móviles para el compromiso social y la participación ciudadana. También de la iniciativa tecpol, un espacio para observar, divulgar y desarrollar herramientas, acciones y estrategias sobre tecnopolítica.
Como articulista, colabora habitualmente en distintos medios como El País, El Periódico, el diario económico Cinco Días (en España); Forbes (México), Reforma (México), Aristegui Noticias (México); El Quinto Poder (Chile); El Telégrafo (Ecuador);Clarín, Infobae (Argentina); o Univisión Política, etc. En el diario La Vanguardia, escribe periódicamente una columna de opinión.

## Obras
- 2008 — Políticas. Mujeres protagonistas de un poder diferenciado. Editorial El Cobre. ISBN 9788496501393.
- 2009 — Lecciones de Brawn GP. Las 10 claves empresariales para competir con éxito. Editorial Alienta. ISBN 9788492414123.[50][51]
- 2010 — Micropolítica. Ideas para cambiar la comunicación política.[52]
- 2010 — 32 Tendencias de cambio (2010-2020), junto a Juan Freire.[53]
- 2011 — Filopolítica: filosofía para la política.[54][55][56]
- 2011 — La política vigilada. La comunicación política en la era de Wikileaks. Editorial Universitat Oberta de Catalunya (UOC). 2011. ISBN 9788497889803.[57]
- 2012 — Elecciones USA 2012: los 12 factores decisivos.[58][59]
- 2013 — Manifiesto Crowd: La empresa y la inteligencia de las multitudes, junto a Juan Freire.[60]
- 2013 — Otro modelo de partido es posible. La modernización de los partidos socialdemócratas. Fundación Ideas.[61]
- 2014 — Monarquía española (2011-2014) 20 artículos de análisis para 4 años convulsos que lo han cambiado todo.[62]
- 2014 — Tecnopolítica. El uso y la concepción de las nuevas herramientas tecnológicas para la comunicación, la organización y la acción políticas.[63][64]
- 2015 — La política en tiempos de WhatsApp. El País Libros.[65]
- 2015 — La transformación digital y móvil de la comunicación política. Fundación Telefónica y Ariel Editorial.[66][67]
- 2016 — Snapchat en política, junto a Xavier Peytibi.[68]
- 2016 — Millennials en Latinoamérica, una perspectiva desde Ecuador. Fundación Telefónica Movistar Ecuador, Fundación Telefónica y Ariel Editorial.[69]
- 2017 — Smart CitiZens. Ciudades a escala humana[70]
- 2018 — GeocitiZens. Nuevas cartografías urbanas[71]
- 2019 — Gestionar las emociones políticas[72]
- 2021 —  ARTivismo. El poder de los lenguajes artísticos para la comunicación política y el activismo.[73]
- 2021 —  La fatiga democrática.[74]
- 2023 —  Nueva edición (revisada, ampliada y con prólogo de Jaime Durán Barba) de: Gestionar las emociones políticas.[75]
- 2024 — Breve elogio de la brevedad [76]

## Premios
- 1993 — Premio LAUS de Diseño Gráfico y Comunicación Visual impulsado por (ADG-FAD).
- 2012 — Premio Victory Award al Blog Político del Año en Contenidos de Impacto en la Formación Política (POLI Conference 2012).
- 2013 — Premio Victory Award al Blog Político del Año. Mención Impacto Informativo (POLI Conference 2013).[77]
- 2014 — Premio Victory Award al Blog Político del Año. Mención Impacto Informativo (The Victory Awards Conference 2014).
- 2015 — Premio Victory Award al Blog Político del Año. Mención Impacto Informativo.[78][79]
- 2017 — Premio Napolitan Award al Blog Político del Año[80]
- 2023 — Napolitan Victory Award al Consultor del Año 2023[81]